# Dirk Schneider (Regisseur)
Dirk Schneider (* 1968 in Erfurt) ist ein deutscher Regisseur und Autor.

## Leben und Wirken
Dirk Schneider studierte Journalistik in Leipzig und arbeitete währenddessen als Autor. Anfang der 1990er Jahre brachte er zusammen mit Ariane Riecker und Annett Schwarz die Sachbücher Stasi intim. Gespräche mit ehemaligen MfS-Angehörigen (1990) und Laienspieler : sechs Politikerporträts : Peter-Michael Diestel, Gregor Gysi, Regine Hildebrandt, Günther Krause, Wolfgang Thierse, Konrad Weiss : und ein Interview mit Friedrich Schorlemmer (1991) heraus.
Anschließend ging Schneider in die Werbung. Dort war er zehn Jahre lang Eigentümer und Creative Director einer Werbeagentur in Leipzig, bis er sich 2005 dem Film zuwandte. Zuerst als Ko-Autor und seit 2009 als Autor und Regisseur macht er Politik- und Geschichtsdokumentationen, Reportagen, Features und Imagefilme für verschiedene Institutionen und TV-Anstalten. Seine Themenschwerpunkte sind dabei die jüngere DDR-Geschichte und Deutschland nach dem Mauerfall.
2012 wurde er für das Tech-Drama Stromkollaps mit dem in Deutschland renommierten Ernst-Schneider-Preis ausgezeichnet. Im selben Jahr wirkte er als Ko-Autor für die von Kritikerin gelobte Hans Zimmer Biografie mit: Hans Zimmer. Der Sound für Hollywood.

## Filmografie (Auswahl)
- 2005: Seine Hoheit ist zurück (Dokumentation)[5]
- 2005: OP am grünen Herzen (Reportage)[6]
- 2006: Oberhof: Weiße Pracht und große Pläne (Dokumentation)[7]
- 2008: Volkszählung in der Antarktis (Reportage)[8]
- 2008: Mission Antarktis (Freie Dokumentation)[9]
- 2009: Wie der Stahl gehärtet wurde. Die Maxhütte Unterwellenborn. (Dokumentation)
- 2010: Die Tornado-Katastrophe von Großenhain (Feature)
- 2010: Das Ende des Farbfilms. AGFA, ORWO und die DDR. (Dokumentation)[10]
- 2011: Blackout. Der Stromkollaps des 4. November 2006 (Feature)[10]
- 2011: Die Brücke zu Nienburg. (Feature)
- 2011: Hans Zimmer. Der Sound für Hollywood (Dokumentation)[11]
- 2011: Das Ende in der Schaukurve. (Feature)
- 2017: Geheimnisvolle Orte. Der Grenzbahnhof Probstzella (Doku-Drama)[12]
- 2017: Wer bezahlt den Osten? (Doku-Serie)[13]
- 2017: Schneekopf: Hochposten im Thüringer Wald[14]
- 2018: Wer braucht den Osten? (Doku-Serie)[15]
- 2018: Bischofferode. Das Treuhand-Trauma (Reportage)[16]
- 2020: Was will der Osten[17] (Regie: Ariane Riecker, Buch: Ariane Riecker; Dirk Schneider)
- 2023: Tschernobyl – Die Katastrophe (Buch und Regie: Ariane Riecker; Dirk Schneider)

## Auszeichnungen (Auswahl)
- Ernst-Schneider-Preis 2012 (für: Stromkollaps)
- Preis der Friedrich- und Isabell-Vogelstiftung für herausragenden Wirtschaftsjournalismus 2017, zusammen mit Ariane Riecker (für: Doku-Serie: Wer bezahlt den Osten?)[18]
- Medienpreis Mittelstand 2018, zusammen mit Ariane Riecker (für: Wer bezahlt den Osten?)[19]
- Preis der Friedrich- und Isabell-Vogelstiftung für herausragenden Wirtschaftsjournalismus 2018, zusammen mit Ariane Riecker (für: Doku-Serie: Wer braucht den Osten?)

Nominierungen
- Ernst-Schneider-Preis 2018, mit Ariane Riecker (Wer bezahlt den Osten?)[20]
- Grimme-Preis in der Kategorie „Information & Kultur“, Hoferichter & Jacobs für MDR (Bischofferode – Das Treuhand-Trauma)[21]

## Bücher (Auswahl)
- Stasi intim. Gespräche mit ehemaligen MfS-Angehörigen, Leipzig, Forum 1990, ISBN 978-3-86151-008-6
- Laienspieler : sechs Politikerporträts : Peter-Michael Diestel, Gregor Gysi, Regine Hildebrandt, Günther Krause, Wolfgang Thierse, Konrad Weiss : und ein Interview mit Friedrich Schorlemmer, Leipzig, Forum 1991, ISBN 978-3-86151-023-9